# Mini-VGA

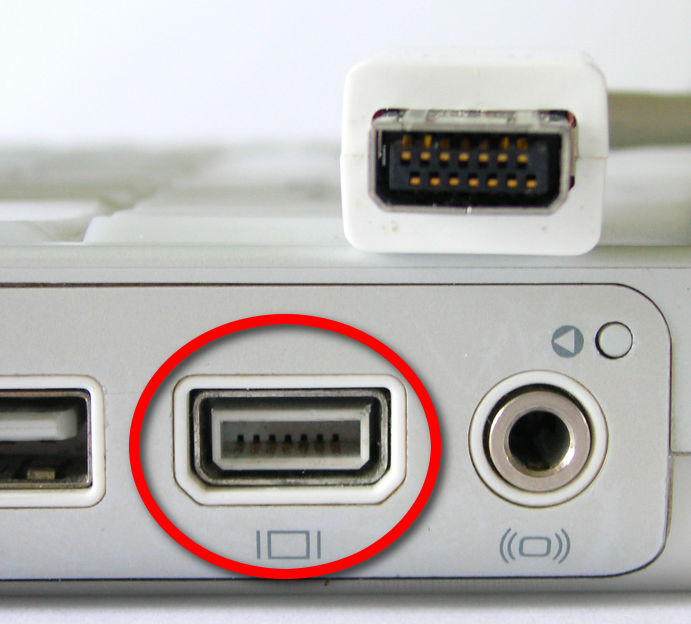
Der Mini-VGA-Anschluss an einem iBook

Mini-VGA wurde in Laptops oder anderen kompakten Systemen aufgrund der eingeschränkten Platzverhältnisse anstelle des  VGA-Anschlusses verwendet. Neben der Kompaktheit ist ein weiterer Vorteil, dass Composite- und S-Video neben dem VGA-Anschluss durch Adapter verwendbar sind.
Die auf dem digitalen Nachfolgestandard DVI basierte Mini-DVI-Schnittstelle hatte den Mini-VGA-Anschluss bei vielen Anwendungsfällen nach und nach verdrängt. Mini-VGA ist meist bei älteren, PowerPC-basierten iBooks und iMacs, einigen Sony-Laptops sowie der ersten Chromebook-Generation von Samsung zu finden. Insbesondere Apple setzt bei Computern heute auf den vielseitigeren Mini-DisplayPort.

## Spezifikationen
| Steckerbelegung | Steckerbelegung                     | Steckerbelegung |
| Pin             | VGA-Modus                           | TV-Modus        |
| --------------- | ----------------------------------- | --------------- |
| 1               | Masse                               | Masse           |
| 2               | Vertikale Synchronisation           | –               |
| 3               | Horizontale Synchronisation         | –               |
| 4               | analoge Masse für Rot               | Masse           |
| 5               | Rot                                 | S-Video (C)     |
| 6               | analoge Masse für Grün              | Masse           |
| 7               | Grün                                | S-Video (Y)     |
| 8               | +5 V                                | +5 V            |
| 9               | Blau                                | Composite Video |
| 10              | DDC SDA, Serial DAta = Datenleitung | DDC SDA         |
| 11              | DDC SCL, Serial CLock = Taktleitung | DDC SCL         |
| 12              | Masse                               | Masse           |
| 13              | Cable detect                        | Cable detect    |
| 14              | analoge Masse für Blau              | GND             |